# 林高达斯-布罗尼斯洛瓦斯·松盖拉
林高达斯-布罗尼斯洛瓦斯·伊格诺维奇·松盖拉（俄语：Рингаудас-Бронисловас Игнович Сонгайла，1929年4月20日—2019年6月25日），立陶宛人，苏联党和国家领导人。曾任立陶宛苏维埃社会主义共和国最高苏维埃主席、部长会议主席、最高苏维埃主席团主席，立陶宛共产党中央第一书记等职。

## 生平
- 1929年4月20日出生于立陶宛克莱佩达的一个工人家庭。
- 1944年-1945年，希奥利艾县邮局邮递员。
- 1945年-1947年，希奥利艾县Uzhvent和Stachyun文理中學学生。
- 1947年-1950年，Gruzjai兽医学院学习。
- 1950年-1955年，立陶宛兽医学院学习。1953年加入苏联共产党。
- 1955年-1956年，立陶宛兽医学院助理教师。
- 1956年-1957年，立陶宛共产党中央委员会考纳斯县监察委员会组织部长。
- 1957年-1960年，立陶宛苏维埃社会主义共和国部长会议农业事务部负责人。
- 1960年-1961年，立陶宛苏维埃社会主义共和国农业部副部长。
- 1961年-1962年，立陶宛苏维埃社会主义共和国部长会议副主席。1962年兼任立陶宛苏维埃社会主义共和国农产品生产和采购部长，部长会议第一副主席。
- 1962年12月-1981年1月，立共中央书记处书记（主管农业工作）。期间，1975年12月-1981年6月，立陶宛苏维埃社会主义共和国最高苏维埃主席。
- 1981年1月-1985年11月，立陶宛苏维埃社会主义共和国部长会议主席。
- 1985年11月-1987年12月，立陶宛苏维埃社会主义共和国最高苏维埃主席团主席兼苏联最高苏维埃主席团副主席。
- 1987年12月-1988年10月，立共中央第一书记。
- 1988年10月起退休，享受联邦养老金待遇。
- 2019年6月25日于特拉凯逝世，享年90岁。

松盖拉是苏共25-27大代表，第26-27届中央审计委员。第10-11届苏联最高苏维埃民族院代表，第5-11届立陶宛苏维埃社会主义共和国最高苏维埃代表。

## 荣誉
- 十月革命勋章
- 三次劳动红旗勋章
- 荣誉勋章
- 纪念列宁诞辰一百周年奖章
- 立陶宛苏维埃社会主义共和国荣誉农业工作者称号（1979）